# میرزا علی قائم‌مقام
میرزا علی قائم‌مقام فرزند میرزا ابوالقاسم قائم‌مقام فراهانی است. او در دوران صدارت پدرش در حالی که حدود ۱۷ سال سن داشت اسماً وزیر امور خارجه بود. پس از قتل پدرش، کلیهٔ خویشاوندان صدراعظم به جز برادرش میرزا موسی خان به قم و اراک تبعید گردیدند. او تا زمان پادشاهی ناصرالدین شاه آواره و دربه‌در بود تا با میانجی‌گری میرزا آقاخان نوری به کار دعوت شد. در سال ۱۲۹۹ ه‍.ق به عضویت دارالشورای سلطنتی انتخاب شد. در ۱۳۰۰ ه‍.ق به لقب قائم‌مقام ملقب گردید و در رمضان همان سال در ۶۷ سالگی در تهران در گذشت.

## فرزندان
میرزا علی قائم‌مقام دو همسر داشت و صاحب شش فرزند بود. او از همسر ترکمان خود دو پسر به نام‌ها میرزا فتح‌الله و میرزا فضل‌الله و از دختر میرزا محمدمهدی ملک‌الکتاب سه پسر و یک دختر داشت. فرزندان قائم‌مقام عبارتند از:
1. میرزا فتح‌الله، مستوفی محاسب همدان.[۱] او با گوهرملک‌خانم (مریم) دختر معین‌الملک ازدواج کرد و صاحب سه پسر و پنج دختر شد. پسر ارشد او نصرالله‌خان با قمرالسادات قائم‌مقامی، دختر میرزا ابراهیم پسر میرزا ابوالحسن (پسر قائم‌مقام فراهانی) ازدواج کرد و صاحب پسری به نام رضاقلی‌خان شد. رضاقلی‌خان ابتدا با صباحت‌السلطنه از نوادگان میرزا محمدزمان نوری ازدواج کرد و سپس یکی از نوادگان آقا محسن عراقی را به همسری گزید. او از ازدواج اول پسری به نام جهانگیر پیدا کرد. جهانگیر قائم‌مقامی (۱۲۹۷–۱۳۶۰) از متخصصین برجسته تاریخ قاجار و مدیر نشریه بررسی‌های تاریخی بود. پسران دیگر میرزا فتح‌الله عبارت بودند از: میرزا شکرالله مؤدب‌السلطان و میرزا حبیب‌الله بدیع‌السلطان. دختر اول میرزا فتح‌الله عالمتاج قائم‌مقامی (۱۲۶۲–۱۳۲۶) با علی‌مرادخان بختیاری ازدواج کرد. او شاعری برجسته بود و ژاله تخلص می‌کرد. پسر ژاله، حسین پژمان بختیاری نیز شاعری نامدار بود.
2. میرزا فضل‌الله، صاحب سه فرزند شد.
3. میرزا موسی‌خان (۴ رجب ۱۲۶۲–۱۳۲۰ قمری) معروف به میرزا بزرگ، در دوره سلطنت ناصرالدین‌شاه به مقام سرهنگی رسید.[۲] او از مالکین روستای ساروق در فراهان بود و سه فرزند داشت: مرتضی‌قلی‌خان ساعدالحضور، مصطفی‌قلی‌خان معاون‌الوزاره (مدتی رئیس عدلیه خراسان) و میرزا عبدالغنی‌خان.[۳]
4. میرزا علی‌محمدخان، مستوفی اول،[۴] با دختر میرزا محمود وزیر ازدواج کرد. بعد از فوت پدرش مستوفی خراسان شد، اما پس از مدتی میرزا یوسف آشتیانی این کار را به پسرعموی خود میرزا شفیع آشتیانی داد.[۵] پسران او عبارت بودند از عبدالوهاب‌خان، حسن‌خان و عبدالعلی‌خان.
5. میرزا علی‌اکبر مؤتمن‌السلطان، نایب اول وزارت امور خارجه. او در علوم شرعی و ادبی تبحر فراوان داشت. در سال ۱۳۱۶ قمری به جای پسرعموی خود میرزا محمودخان (پسر میرزا ابوالحسن پسر قائم‌مقام) متولی موقوفات میرزا موسی فراهانی (برادر کوچکتر قائم‌مقام) شد.[۶] مؤتمن‌السلطان کتابی به نام «جان جهان» بر وزن گلستان سروده‌است. او صاحب دو پسر، به نام‌های مرتضی‌خان و شفیع‌خان محقق‌السلطان و چهار دختر بود. مهر معروف علی بن حسین که سال‌ها در خاندان قائم‌مقامی نگهداری می‌شد، مدتی نیز در دست شفیع‌خان و پسرش حسنعلی قائم‌مقامی بود.[۷] دختران مؤتمن‌السلطان به ترتیب با محمدباقر خان سعدالسلطنه، حسین‌پاشاخان امیربهادر و سید علی یزدی ازدواج کردند.
6. اقدس خانم، با ادیب‌الممالک فراهانی ازدواج کرد و صاحب فرزند نشد.